# Шукла, Сиддхарт
Сиддхарт Шукла (хинди सिद्धार्थ शुक्ला; 12 декабря 1980, Бомбей — 2 сентября 2021, Мумбаи) — индийский актёр и телеведущий, начинавший карьеру как фотомодель.

## Биография
Родился 12 декабря 1980 года в Бомбее в семье родом из Аллахабада. Его отец был инженером-строителем и работал в Резервном банке Индии, он скончался когда Сиддхарту было 25 лет. У него также были две старшие сестры. Он получил среднее образование в школы Святого Ксавьера на юге Мумбаи, а затем под влиянием своего друга пошел учиться на дизайнера интерьера Rachna Sansad School и несколько лет работал по этой специальности.
В 2004 году Шукла принял участие в Gladrags Manhunt and Megamodel Contest, где занял второе место.
После этого он был выбран для рекламной компании Pantaloon (сейчас Aditya Birla Fashion and Retail) и снялся в клипе на песню «Resham Ka Rumal» Илы Арун.
В следующем году он победил на конкурсе World's Best Model в Турции, став первым индийцем, а также первым азиатом среди победителей.
В 2008 году Сидхарт дебютировал на телевидении, сыграв главную роль в сериале Babul Ka Aangann Chootey Na, а в следующем году — в Jaane Pehchaane Se... Ye Ajnabbi. Затем он появился в эпизоде CID и в нескольких эпизодах Aahat, а в 2011 году исполнил ведущую роль в Love U Zindagi.
Широкую известность ему принесла роль в Balika Vadhu (2012—2015), где он сыграл честного окружного коллектора, который поддержал свою жену после того, как у нее был неудачный детский брак.
Он принял участие в 6 сезоне танцевального шоу Jhalak Dikhhla Jaa (индийская версия «Танцы со звёздами»), из которого выбыл на 11-й неделе. Тем не менее он был замечен режиссёром Караном Джохаром, который предложил ему роль в кино.
Шукла появился на большом экране в романтической комедии «Невеста Хампти Шармы» (2014), где исполнил роль Ангада Беди, врача-индийца из США и жениха главной героини. Однако, несмотря на премию Stardust за мужскую роль второго плана, его игра в фильме осталась практически незамеченной и не принесла ему других ролей.
В 2016 году сыграл роль в фильме «Бизнес по-казахски».
В следующем году Сиддхарт был ведущим криминальной передачи Savdhaan India и шоу талантов India's Got Talent. В 2016 году он стал победителем седьмого сезона реалити-шоу Fear Factor: Khatron Ke Khiladi.
В 2017 году актёр сыграл одну из главных ролей в сериале Dil Se Dil Tak, однако затем он покинул проект по неизвестным причинам.
Благодаря участию в 13-м сезоне реалити-шоу Bigg Boss (индийская версия передачи «Большой брат») он приобрел в Индии беспрецедентную популярность. Согласно опросу, проведённому каналом Colors TV, Сиддхарт был признан самым популярным участником шоу за все предыдущие 13 сезонов. Популярность Шуклы побудила создателей продлить сезон шоу на пять недель, что сделало его самым длинным сезоном Bigg Boss.
В 2020 году он снялся в трех музыкальных клипах: «Bhula Dunga» Даршана Равала, «Dil Ko Karaar Aaya» Нехи Каккар и Яссера Десаи и «Shona Shona» Тони Каккара. Он также сыграл Агастью Рао в третьем сезоне романтического веб-сериала Broken But Beautiful. Последний раз актёр появился на телеэкранах в 2021 году вместе с Шехназ Гилл в передачах Bigg Boss OTT и Dance Deewane 3.
Шукла скончался 2 сентября 2021 года в результате сердечного приступа в возрасте 40 лет.